# 리오 로보
리오 로보(Rio Lobo)는 미국에서 제작된 하워드 혹스 감독의 1970년 모험, 서부, 멜로/로맨스, 전쟁 영화이다. 존 웨인 등이 주연으로 출연하였고 하워드 혹스 등이 제작에 참여하였다.

## 출연

### 주연
- 존 웨인
- 조지 리베로

### 조연
- 제니퍼 오닐
- 잭 얼람
- 크리스토퍼 밋첨

## 제작진
- 배역: 호이트 보워스